# Jagalan (Kota Kediri)
Jagalan is een bestuurslaag in het regentschap Kediri van de provincie Oost-Java, Indonesië. Jagalan telt 1333 inwoners (volkstelling 2010).